# Falstaff (magazine)
Falstaff est un magazine autrichien mensuel d'actualités œnologiques. Il a été fondé en janvier 1980 par Hans Dibold et Helmut Romé.
Wolfgang Rosam (de) et Peter Moser sont les rédacteurs en chef.
Le magazine publie également deux autres éditions, l'une en Suisse et l'autre en Allemagne.